# Гвіздецький район
Гвізде́цький район — колишній район у складі Станіславської області УРСР. Центром району було містечко Гвіздець.

## Адміністративний устрій
Утворений 17 січня 1940 року зі складових частин Коломийського повіту — сільських ґмін Гвозьдзець-Място, Віноґрад і Кулачковце.
Першим секретарем райкому компартії призначений Симоненко А.Я. (до того — начальника політвідділу Кегичівського радгоспу Харківської області).
У роки ІІ світової війни територія району була окупована німцями і увійшла до Коломийського староства Дистрикту Галичина. Навесні 1944 року радянські війська знову захопили територію району і був відновлений Яблунівський район з усіма установами.
Станом на 1 вересня 1946 року площа району становила 300 км², кількість сільських рад — 21, селищних — 1. 
На 22.01.1955 в районі залишилось 11 сільрад.
Указом Президії Верховної Ради УРСР 30 грудня 1962 р. Гвіздецький район ліквідовано і приєднано до Городенківського району.

## Діяльність ОУН і УПА
На території району діяла районна організація ОУН, очолювана районним проводом ОУН, який підпорядковувався Городенківському надрайонному проводу ОУН.

## Адміністративний поділ станом на 1 вересня 1946 року[5]
- Гвіздецька селищна рада
  - селище Гвіздець
  - хутір Діброва
  - хутір Поселюжники
- Балинцівська сільська рада
  - село Балинці
- Бучачківська сільська рада
  - село Бучачки
- Виноградська сільська рада
  - село Виноград
- Джурківська сільська рада
  - село Джурків
  - хутір Пишаче
- Загайпільська сільська рада
  - село Загайпіль
  - село Кобилець
- Кулачківська сільська рада
  - село Кулачківці
  - хутір Діброва
- Малогвоздецька сільська рада
  - село Малий Гвоздець
- Назірнянська сільська рада
  - село Назірна
- Остапківська сільська рада
  - село Остапківці
- Островецька сільська рада
  - село Островець
- Підгайчиківська сільська рада
  - село Підгайчики
- Прикмищенська сільська рада
  - село Прикмище
- Рогинська сільська рада
  - село Рогиня
- Росохацька сільська рада
  - село Росохач
  - хутір Черняте
- Слобідська сільська рада
  - село Слобідка
  - хутір Вишнівка
- Сороківська сільська рада
  - село Сороки
- Старогвоздецька сільська рада
  - село Старий Гвоздець
- Трофанівська сільська рада
  - село Трофанівка
- Хвалибогівська сільська рада
  - село Хвалибога
- Хом'яківська сільська рада
  - село Хом'яківка
- Чехівська сільська рада
  - село Чехова